# Kapelle des Propheten Elias (Olymp)

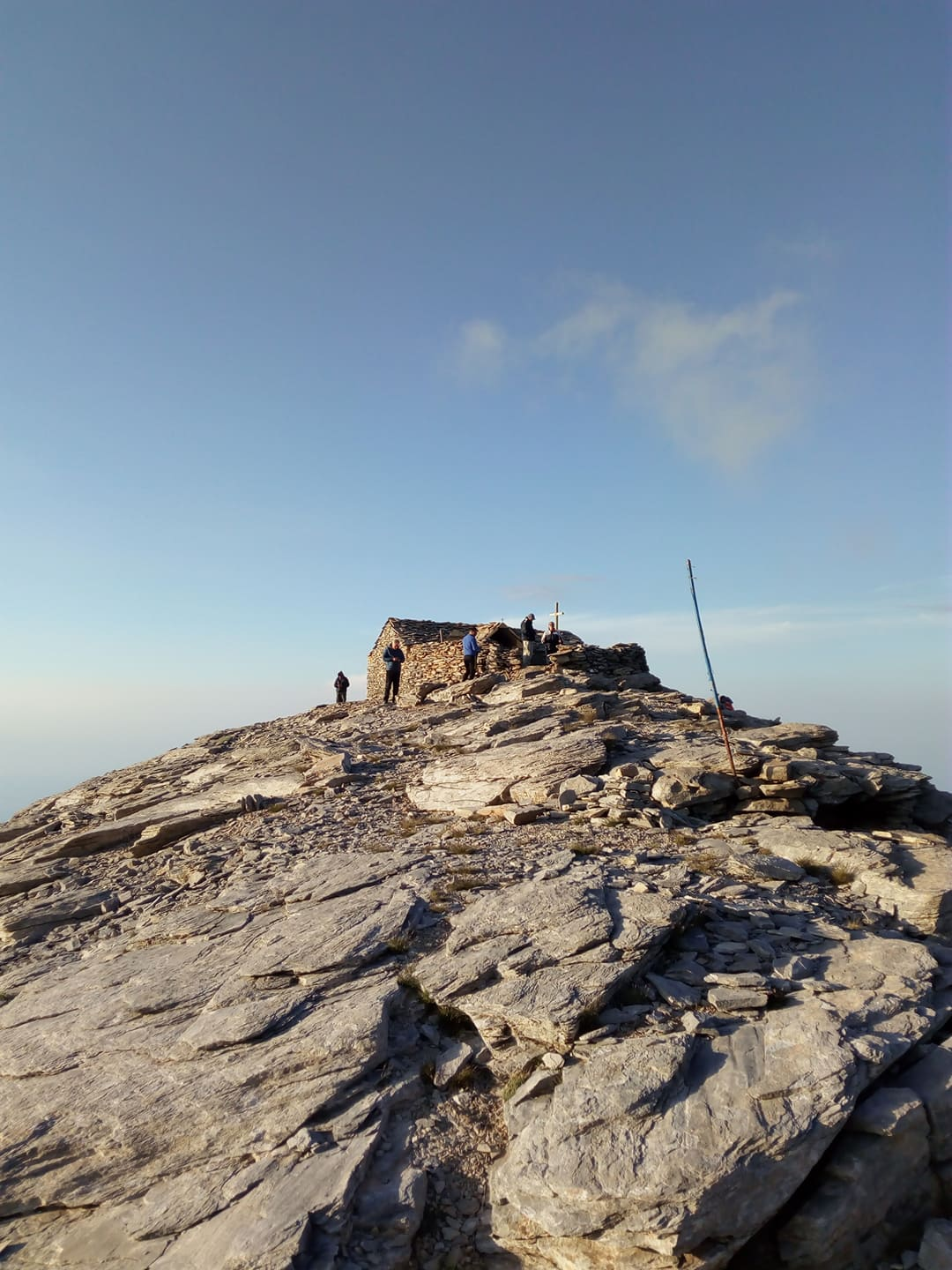
Kapelle des Propheten Elias

Auf dem Gipfel des gleichnamigen Berges im Olymp liegt die Kapelle des Propheten Elias (griechisch Εκκλησάκι του Προφήτη Ηλία). Die orthodoxe Kirche feiert den Heiligen am 20. Juli.

## Lage
In unmittelbarer Nähe der höchsten Gipfel des Olymp (Mytikas und Stefani) liegt der 2803 Meter hohe Gipfel des Profitis Ilias (Προφήτης Ηλίας). Die nächstgelegenen Berghütten sind die Apostolidis-Hütte (430 Meter entfernt) und die Hütte Christos Kakkalos (rund 600 Meter entfernt).

## Geschichte
Der heilige Dionysios, Gründer des Klosters der Heiligen Dreifaltigkeit in Litochoro, gründete im 16. Jahrhundert auch die Kapelle des Propheten Elias. Sie wurde auf den Ruinen eines antiken Bauwerks errichtet. Dionysios, der ein asketisches Leben geführt hat, soll zeitweise in dem Kirchlein gewohnt haben. Die Kapelle ist das höchstgelegene kirchliche Bauwerk der orthodoxen Kirche weltweit.

## Das Gebäude
Die Kapelle wurde auf dem Gipfel des Berges Profitis Ilias gebaut; als Baumaterial dienten vorwiegend die Steine der Umgebung. Der Boden der Kapelle ist mit Steinplatten belegt, die Außenmauern bestehen aus geschichteten Steinen, ohne weiteres Verbindungsmaterial. Das mit Steinplatten gedeckte Dach wird von einer massiven Holzkonstruktion gestützt, um die Schneelast tragen zu können. Ein Vorhof wird an der östlichen und südlichen Seite durch eine Natursteinmauer geschützt, die an der Nordseite einen Einlass hat. Der niedrige Eingang zur Kapelle befindet sich an der Südseite des Gebäudes.
Im Inneren hängen einige Ikonen; ein kleiner, von Heiligenbildern eingerahmter, Altar bietet Gläubigen die Möglichkeit, eine Kerze zu entzünden. 